# Archaeoceti
Gli archeocèti (Archaeoceti), sono un sottordine estinto di cetacei (quasi sicuramente parafiletico) che ebbe il periodo di maggior diffusione nell'Eocene. Si distinguevano dai cetacei attuali per la presenza di narici (e non sfiatatoi) in posizione anteriore, e per la dentatura ancora parzialmente differenziata (eterodonti).

## Tassonomia
- Ordine Cetacea
  - Sottordine Archaeoceti
    - Famiglia Pakicetidae
      - Genere Pakicetus
      - Genere  Nalacetus
      - Genere  Ichthyolestes

    - Famiglia Ambulocetidae
      - Genere Ambulocetus
      - Genere Gandakasia
      - Genere Himalayacetus

    - Famiglia Remingtonocetidae
      - Genere Andrewsiphius
      - Genere Attockicetus
      - Genere Dalanistes
      - Genere Kutchicetus
      - Genere Rayanistes
      - Genere Remingtonocetus

    - Famiglia Protocetidae
      - Genere Aegyptocetus
      - Genere Babiacetus
      - Genere Carolinacetus
      - Genere Eocetus
      - Genere Georgiacetus
      - Genere Natchitochia
      - Genere Pappocetus
      - Genere Makaracetus
      - Genere Artiocetus
      - Genere Crenatocetus
      - Genere Gaviacetus
      - Genere Indocetus
      - Genere Maiacetus
      - Genere Protocetus
      - Genere Qaisracetus
      - Genere Rodhocetus
      - Genere Takracetus
      - Genere Togocetus

    - Famiglia Basilosauridae
      - Genere Basilotritus
      - Genere Basilosaurus
      - Genere Basiloterus
      - Genere Ancalecetus
      - Genere Chrysocetus
      - Genere Cynthiacetus
      - Genere Dorudon
      - Genere Masracetus
      - Genere Ocucajea
      - Genere Saghacetus
      - Genere Stromerius
      - Genere Supayacetus
      - Genere Zygorhiza

    - Famiglia Kekenodontidae
      - Genere Kekenodon
      - Genere Phococetus